# Adriana Benetti
Pour les articles homonymes, voir Benetti (homonymie).
Adriana Benetti, née à Comacchio dans la province de Ferrare le 12 décembre 1919 et morte à Rome le 24 février 2016, est une actrice italienne active de 1941 à 1957.

## Biographie
Née à Quacchio, un quartier situé à l'est de la ville de Ferrare, elle est diplômée de l'Istituto Magistrale (institut de formation des enseignants) de la capitale d'Este et se rend ensuite à Rome où elle est admise au Centro sperimentale di cinematografia. C'est en suivant ses cours qu'elle est découverte par Vittorio De Sica, qui la fait débuter en 1941 dans le rôle principal de Mademoiselle Vendredi. Sa carrière cinématographique prend dès lors une tournure fulgurante dans les années 1940 et 1950.
Elle est dirigée par Alessandro Blasetti dans le célèbre Quatre Pas dans les nuages (1942), étudié ensuite par les étudiants du Centro sperimentale, où elle fait pour la première fois équipe avec Gino Cervi, et par Luigi Zampa dans C'e sempre un ma! (1942). En 1942, il joue aux côtés d'Andrea Checchi et d'Aldo Fabrizi dans Avanti c'è posto..., le premier film de Fabrizi, et aux côtés de Massimo Serato et de Vittorio Sanipoli dans Quartieri alti (1943) de Mario Soldati.
Après la guerre, en 1945, elle participe à deux films musicaux, devenant d'abord partenaire de Gino Bechi dans Torna... a Sorrento, puis de Tito Gobbi dans O sole mio. Elle joue ensuite avec Fosco Giachetti dans Il sole di Montecassino (1946) et avec Eduardo et Titina De Filippo dans Un parmi la foule (it) (1946).
Elle est également dirigée par Goffredo Alessandrini pour Furia (it) (1947), film dans lequel elle joue à nouveau aux côtés de Cervi et dans lequel Rossano Brazzi est présent, et retourne sur le plateau avec Fabrizi dans Tombolo, paradis noir de Giorgio Ferroni, toujours la même année. En 1950, elle est le partenaire de Totò dans Quarantasette morto che parla. Elle tourne également un film de Marc Allégret, Les Petites du quai aux fleurs (1944), aux côtés de Bernard Blier et Gérard Philipe, et avec Lucio De Caro dans Le Dessous des cartes (1947). Elle joue également dans quelques films espagnols et argentins, comme Le Fleuve de sang (1952) de Hugo del Carril.
Spécialisée dans des rôles caractérisés par la simplicité ou la naïveté (surnommée la « fidanzatina » ou « petite amie » de l'Italie, terme inventé pour la distinguer d'Assia Noris, qui était définie comme la « fidanzata » ou « fiancée »), dans les années 1950 elle espace progressivement ses apparitions cinématographiques au fur et à mesure que ses caractéristiques s'estompent : en 1955 elle joue l'institutrice dans Les Dix-Huit Ans (remake de Leçon de chimie à neuf heures) et plus tard la fiancée plus mature dans A vent'anni è sempre festa (it) (1957), film avec lequel elle met fin à sa carrière au cinéma.
C'est précisément pour cette aura d'éternelle naïveté qui la distingue et la rend célèbre qu'en 1947 elle scandalise l'Italie de l'époque en posant en bikini pour l'hebdomadaire Tempo illustrata.
Elle était professeur de langue et de littérature anglaises au collège de Tivoli Terme. Dans sa vie d'enseignante, elle n'aimait pas évoquer sa carrière artistique, à tel point qu'on s'adressait à elle en tant que « Professeur Selvaggi », en utilisant son nom de famille d'épouse.
Le 26 février 2016, sa fille annonce sa mort à l'âge de 96 ans dans une nécrologie parue dans le journal La Repubblica.

## Filmographie

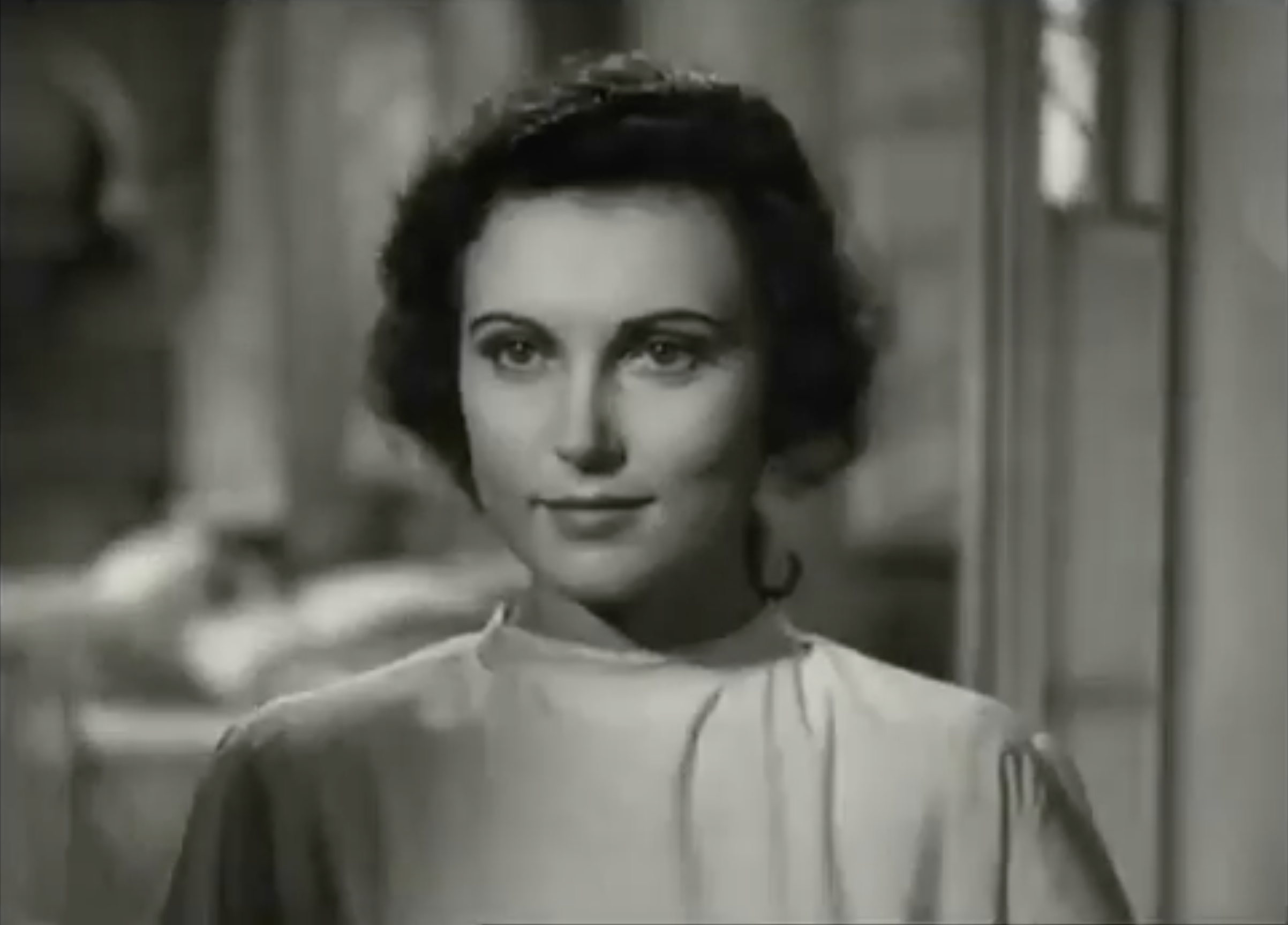
Dans Mademoiselle Vendredi (1941).

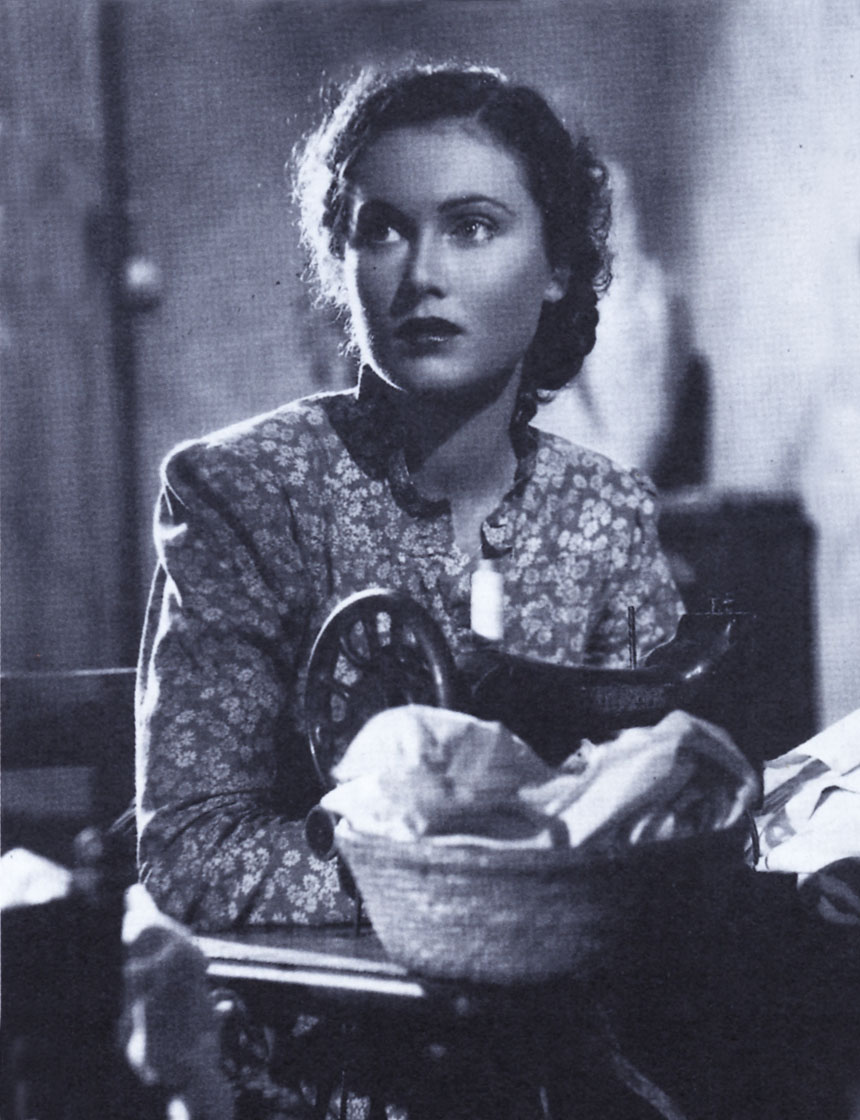
Adriana Benetti en 1940.

### Cinéma
- 1941 : Mademoiselle Vendredi (Teresa Venerdì), de Vittorio De Sica : Teresa Venerdi
- 1942 : Avanti c'è posto... de Mario Bonnard : Rosella
- 1942 : Quatre Pas dans les nuages (Quattro passi tra le nuvole) d'Alessandro Blasetti : Maria
- 1943 : Tempesta sul golfo (it) de Gennaro Righelli : Anna Maria Di Borbone
- 1943 : Gente dell'aria d'Esodo Pratelli : Maria Bossi
- 1943 : C'e sempre un ma! de Luigi Zampa : Giulia
- 1944 : Les Petites du quai aux fleurs de Marc Allégret
- 1945 : Quartieri alti de Mario Soldati : Isabella
- 1945 : Il sole di Montecassino, de Giuseppe Maria Scotese : Faustina
- 1945 : Torna... a Sorrento de Carlo Ludovico Bragaglia : Paola
- 1946 : Un parmi la foule (it) (Uno tra la folla) d'Ennio Cerlesi : Adriana
- 1946 : Inquietudine de Vittorio Carpignano et Emilio Cordero : Elisabetta
- 1946 : O sole mio de Giacomo Gentilomo : l'hôtesse d'accueil
- 1946 : Il sole di Montecassino de Giuseppe Maria Scotese : Faustina
- 1947 : Furia (it) de Goffredo Alessandrini : Marietta
- 1947 : Tombolo, paradis noir (Tombolo paradiso nero'), de Giorgio Ferroni
- 1948 : Le Dessous des cartes (Manù il contrabbandiere) de Lucio De Caro : Pina
- 1949 : Neutralidad d'Eusebio Fernandez Ardavin : Monika
- 1949 : Llegada de noche (es)  de José Antonio Nieves Conde : Ina
- 1950 : Les Derniers Jours de Pompéi (Gli ultimi giorni di Pompei), de Marcel L'Herbier : Nidia
- 1950 : La mujer de nadie (es) de Gonzalo Delgrás : Eliana
- 1950 : Quarantasette morto che parla de Carlo Ludovico Bragaglia : Rosetta
- 1952 : Le Fleuve de sang (Las aguas bajan turbias), de Hugo del Carril : Amelia
- 1954 : Les Deux Orphelines (Le due orfanelle), de Giacomo Gentilomo : Thérèse
- 1955 : Les Dix-Huit Ans (Le diciottenni) de Mario Mattoli : La professeur de musique
- 1957 : A vent'anni è sempre festa (it) de Vittorio Duse : Rita